# 安田長秀
安田長秀，出生於永正13年（1516年），卒於天正10年陰曆4月16日（1582年5月8日）），是日本戰國時代越後國戰國大名上杉謙信的家臣。
最初身為上杉謙信的側近之臣。曾數度參與和武田信玄交戰的川中島之戰及和織田信長的戰役。謙信去世後、在御館之亂中他選擇了支持上杉景勝。1582年在討伐新發田重家的陣中過世。享年六十六歲。(但亦有1585年、1592年去世之說）。
順道一提的是，謙信的家臣當中另有一位安田景元的同姓武將，他們之間是沒有血緣關係的。